# Михаил Руев
Михаил Асенов Руев е български художник, илюстратор на книги, който работи основно в жанровете илюстрация и карикатура.

## Биография
Михаил Руев е роден на 4 април 1929 г. в гр. София. Той е сред първите български илюстратори на комикси – едва 13-годишен рисува първия си комикс „Статуята на Вишну“ по Емилио Салгари, отпечатан на 1 декември 1942 в списание „Картинен свят“. Започва да сътрудничи и на сп. „Весела дружина“ като илюстратор.
По Време на Втората световна война след бомбардировките на София се премества в Берковица, където живее до края на войната.
От 1957 до 1969 г. е художествен редактор в издателство „Народна младеж“. От 1969 до 1972 г. Михаил Руев работи като главен художник на издателство „Просвета“. Става член на СБХ през 1970 г., след което директор на ателие към Творческия фонд на СБХ; през 1973 г. – директор на Комбината за приложни изкуства, а през 1975 г. – заместник главен директор по художествените въпроси на Творческия фонд. През 1976 г. се връща на работа в издателство „Просвета“ и работи като главен художник до 1988 г.
Илюстрира много книги, учебници, оформя поредиците „Живите венци на България“ (1968), „Бригадирски ешалони“ и др. Автор е на илюстрациите на няколко от книгите на Петър Бобев: „Гущерът от ледовете“ (1958), „Белият лоцман“ (1961), „Заливът на акулите“ (1963), „Теао Немия“ (1965), „Драконът от Луалаба“ (1968).
Негови творби са публикувани във вестниците „Труд“, „Народна младеж“, „Вечерни новини“, „Стършел“, както и в списанията „Септемврийче“, „Славейче“ и др. Редовно участва в общите изложби на илюстрацията и карикатурата. Получава награди от конкурси за илюстрации на книги, както и от ИБА – Лайпциг през 1971 г.
Умира на 6 юни 2012 г. в гр. София.